# Joseph Romdenne
Joseph Romdenne, né le 16 mai 1877 à Bruxelles et mort le 6 octobre 1946 à Saint-Gilles (Bruxelles), est un joueur et entraîneur de football international belge actif avant la Première Guerre mondiale. Il est surtout connu pour son passage à l'Union saint-gilloise au début du XXe siècle, où il remporte deux titres de champion de Belgique comme joueur et quatre comme entraîneur.

## Carrière en club
Joseph Romdenne découvre le football au collège de Courtrai en 1890 puis, lorsqu'il revient à Bruxelles trois ans plus tard, il fonde le Vleurgat FC avant de rejoindre les rangs du Sporting Club de Bruxelles pour disputer le premier championnat de Belgique. En fin de saison, il part à l'Athletic & Running Club de Bruxelles, où il joue la saison 1897-1898. Il met ensuite sa carrière de footballeur entre parenthèses pour se consacrer durant un an à son autre passion, le vélo.
En 1899, Joseph Romdenne s'affilie à l'Union saint-gilloise et devient rapidement un joueur important pour le club. L'équipe est admise en Division d'Honneur en 1901 et après avoir terminé troisième puis deuxième lors de ses deux premières saisons, elle décroche le titre de champion de Belgique en 1904. La saison suivante, le club domine à nouveau le championnat et les bonnes prestations de Joseph Romdenne lui valent d'être appelé en équipe nationale belge en mai 1905. 
Après avoir remporté un deuxième titre consécutif, Joseph Romdenne décide de faire un pas en retrait et laisse sa place en équipe première au jeune Kurt Dietze. Tout en jouant pour l'équipe réserve, il devient le premier entraîneur officiel de l'Union. Dans cette nouvelle fonction, il remporte quatre titres de champion sur les cinq saisons qui suivent, n'échouant à la deuxième place qu'en  1908. Il occupe le poste jusqu'en 1911.

## Statistiques
| Saison                | Club                  | Championnat           | Championnat | Championnat | Coupe(s) nationale(s) | Coupe(s) nationale(s) | Total | Total |
| Saison                | Club                  | Division              | M.          | B.          | M.                    | B.                    | M.    | B.    |
| 1895-1896             | SC Bruxelles          | Division 1            | -           | -           | 0                     | 0                     | 0     | 0     |
| 1897-1898             | A&RC Bruxelles        | Division 1            | -           | -           | 0                     | 0                     | 0     | 0     |
| 1901-1902             | Union saint-gilloise  | Division 1            | -           | -           | 0                     | 0                     | 0     | 0     |
| 1902-1903             | Union saint-gilloise  | Division 1            | -           | -           | 0                     | 0                     | 0     | 0     |
| 1903-1904             | Union saint-gilloise  | Division 1            | -           | -           | 0                     | 0                     | 0     | 0     |
| 1904-1905             | Union saint-gilloise  | Division 1            | -           | -           | 0                     | 0                     | 0     | 0     |
| Total sur la carrière | Total sur la carrière | Total sur la carrière | 1           | -           | 0                     | 0                     | 1     | 0     |

### Palmarès

#### Joueur
- 2 fois champion de Belgique en 1904 et 1905 avec l'Union saint-gilloise.

#### Entraîneur
- 4 fois champion de Belgique en 1906, 1907, 1909 et 1910 avec l'Union saint-gilloise.

## Carrière en équipe nationale
Joseph Romdenne compte une convocation et un match joué en équipe nationale belge. Celui-ci a lieu le 14 mai 1905 lors d'un match amical aux Pays-Bas et se conclut sur une défaite 4-0.
Le tableau ci-dessous reprend toutes les sélections de Joseph Romdenne. Le score de la Belgique est toujours indiqué en gras.
| Date       | Compétition  | Adversaire | Lieu      | Score | Remarque |
| ---------- | ------------ | ---------- | --------- | ----- | -------- |
| 14/05/1905 | Match amical | Pays-Bas   | Rotterdam | 4-0   |          |